# Шипицынское городское поселение
Шипицынское городское поселение, или муниципальное образование «Шипицынское» — упразднённое муниципальное образование со статусом городского поселения в Котласском муниципальном районе Архангельской области Российской Федерации.
Соответствует административно-территориальным единицам в Котласском районе — посёлку городского типа Шипицыно и Забелинскому сельсовету (с центром в деревне Федотовская).
Административный центр — рабочий посёлок Шипицыно.

## География
Шипицынское городское поселение находится в северо-западной части Котласского муниципального района. Крупнейшие реки в поселении — Северная Двина, Туровец, Канза, Вонгода, Степаница, Уртомаж, Христофанова.

## История
Муниципальное образование было образовано в 2006 году.

## Население
| 2005  | 2010  | 2011  | 2012  | 2013  | 2014  | 2015  |
| ----- | ----- | ----- | ----- | ----- | ----- | ----- |
| 5200  | ↘4641 | ↘4605 | ↗4623 | ↗4630 | ↘4608 | ↘4598 |
| 2016  | 2017  | 2018  | 2019  | 2020  | 2021  |       |
| ↗4613 | ↗4619 | ↘4574 | ↘4566 | ↘4513 | ↗4515 |       |

## Состав городского поселения
В состав городского поселения входят 59 населённых пунктов.
| №  | Населённый пункт     | Тип населённого пункта                  | Население |
| -- | -------------------- | --------------------------------------- | --------- |
| 1  | Андрияново           | деревня                                 | →0        |
| 2  | Артемиха             | деревня                                 | →0        |
| 3  | Артюковская          | деревня                                 | ↘3        |
| 4  | Белавинская          | деревня                                 | ↘2        |
| 5  | Белые                | деревня                                 | ↘1        |
| 6  | Береговая Горка      | деревня                                 | ↘10       |
| 7  | Бехтериха            | деревня                                 | →0        |
| 8  | Большой Уртомаж      | деревня                                 | ↗11       |
| 9  | Бутова Кулига        | деревня                                 | ↗4        |
| 10 | Гагарки              | деревня                                 | →0        |
| 11 | Голышкино            | деревня                                 | →0        |
| 12 | Гусево               | деревня                                 | ↘4        |
| 13 | Ескино               | деревня                                 | →0        |
| 14 | Ефремовская          | деревня                                 | ↘1        |
| 15 | Забелинская          | деревня                                 | ↗65       |
| 16 | Заберезник           | деревня                                 | ↗1        |
| 17 | Захарино             | деревня                                 | ↘7        |
| 18 | Ивановская           | деревня                                 | ↘21       |
| 19 | Канза Новая          | деревня                                 | ↗7        |
| 20 | Канза Старая         | деревня                                 | ↘1        |
| 21 | Княжево              | деревня                                 | ↗20       |
| 22 | Княщина              | деревня                                 | ↘0        |
| 23 | Кононово             | деревня                                 | ↘0        |
| 24 | Красавино            | деревня                                 | ↗10       |
| 25 | Красная Гора         | деревня                                 | ↗137      |
| 26 | Кузнецово            | деревня                                 | ↘5        |
| 27 | Кузьминская          | деревня                                 | →0        |
| 28 | Кунчаевская          | деревня                                 | ↘5        |
| 29 | Малый Уртомаж        | деревня                                 | ↗84       |
| 30 | Михалиха             | деревня                                 | →0        |
| 31 | Мишковская Новая     | деревня                                 | →3        |
| 32 | Мишковская Старая    | деревня                                 | ↘0        |
| 33 | Молодиловская        | деревня                                 | ↘31       |
| 34 | Мысок                | деревня                                 | ↗1        |
| 35 | Нечаиха              | деревня                                 | ↘0        |
| 36 | Нечаиха              | посёлок                                 | ↘28       |
| 37 | Новинки              | деревня                                 | ↘4        |
| 38 | Петровские           | деревня                                 | ↘2        |
| 39 | Петровские Отставные | деревня                                 | ↘3        |
| 40 | Петровские Средние   | деревня                                 | ↘0        |
| 41 | Печерино             | деревня                                 | ↘76       |
| 42 | Починок              | деревня                                 | ↗1        |
| 43 | Починок Новый        | деревня                                 | →0        |
| 44 | Пошуповская          | деревня                                 | ↘1        |
| 45 | Пыляево              | деревня                                 | ↘2        |
| 46 | Савино               | деревня                                 | →0        |
| 47 | Соколья Горка        | деревня                                 | ↘15       |
| 48 | Степанидово          | деревня                                 | ↘15       |
| 49 | Степановская         | деревня                                 | ↘1        |
| 50 | Сухой Бор Большой    | деревня                                 | ↗8        |
| 51 | Сухой Бор Малый      | деревня                                 | →0        |
| 52 | Туровец              | деревня                                 | ↗6        |
| 53 | Усово                | деревня                                 | ↘1        |
| 54 | Усть-Курья           | деревня                                 | ↗11       |
| 55 | Фаустово             | деревня                                 | ↗6        |
| 56 | Федотовская          | деревня                                 | ↘552      |
| 57 | Харитоново           | деревня                                 | ↘26       |
| 58 | Шипицыно             | рабочий посёлок, административный центр | ↗3560     |
| 59 | Шишкино              | деревня                                 | ↘3        |

Законом Архангельской области от 5 июня 2017 года № 530-35-ОЗ посёлки Княжево, Малый Уртомаж, Новинки, Соколья Горка и Усть-Курья были преобразованы в деревни.

## Карты
- Топографическая карта P-38-105,106_ Котлас
- Топографическая карта P-38-93,94. Григорово